# Sermiyan Midyat
Sermiyan Midyat (* 2. Dezember 1974 in Ankara) ist ein türkischer Schauspieler, Regisseur und Drehbuchautor kurdischer Abstammung.

## Leben und Karriere
Midyat wurde am 2. Dezember 1974 in Ankara geboren. Sermiyan Midyat schloss seine Theaterausbildung am Nöbetçi Tiyatro ab. Danach studierte er am Kadıköy Halk Eğitim Merkezi. Anschließend setzte er sein Studium an der Universität Istanbul fort. Sein Debüt gab er 1998 in der Fernsehserie Utanmaz Adam. Außerdem führte er bei verschiedenen Filmen  Regie, bei denen er sowohl das Drehbuch schrieb als auch die Hauptrolle spielte wie in Ay lav yu – I Love You, Hükümet Kadin, Hükümet Kadin 2, Bir Baba Hindu, Ay Lav Yu Tuu.

## Filmografie
- 1998: Utanmaz Adam
- 2005: Banyo
- 2006: Sıla
- 2010: Ay lav yu – I Love You (Ay Lav Yu)
- 2012: Hükümet Kadin
- 2013: Hükümet Kadın 2
- 2016: Bir Baba Hindu
- 2017: Ay Lav Yu Tuu
- 2020: Aşkımızın Son Teknesi
- 2022: Hep Yek 5

## Auszeichnungen
- 2011: Boston International Film Festival – Indie Soul Best Actor (Ay Lav Yu)
- 2011: Sadri Alışık-Preis: Bester Schauspieler (Ay Lav Yu)[3]